# General Viamonte (partido)
General Viamonte (Partido de General Viamonte) is een partido in de Argentijnse provincie Buenos Aires. Het bestuurlijke gebied telt 17.641 inwoners.

## Plaatsen in partido General Viamonte
- Baigorrita
- Chancay
- La Delfina
- Los Toldos (General Viamonte)
- Quirno Costa
- San Emilio
- Zavalía